# Tommerup Kommune
Tommerup Kommune i Fyns Amt blev dannet ved kommunalreformen i 1970. Ved strukturreformen i 2007 blev den indlemmet i Assens Kommune sammen med Glamsbjerg Kommune, Haarby Kommune, Vissenbjerg Kommune og Aarup Kommune.

## Tidligere kommuner
Tommerup Kommune blev dannet inden selve kommunalreformen ved frivillig sammenlægning af 3 sognekommuner:
| Kommune  | Folketal september 1965 | Byer                            |
| -------- | ----------------------- | ------------------------------- |
| Tommerup | 3.165                   | Tommerup og Tommerup Stationsby |
| Brylle   | 1.244                   | Brylle                          |
| Verninge | 1.762                   | Nårup og Verninge               |
| I alt    | 6.171                   |                                 |

Tommerup Kommune bestod af følgende sogne, alle fra Odense Herred:
- Broholm Sogn (Tommerup Stationsby)
- Brylle Sogn
- Tommerup Sogn
- Verninge Sogn

## Byer
| Kommunens største byer |                     |                   |
| Nr                     | By                  | Indbyggere (2025) |
| 1                      | Tommerup Stationsby | 2.469             |
| 2                      | Tommerup            | 1.567             |
| 3                      | Brylle              | 1.306             |
| 4                      | Verninge            | 757               |

## Borgmestre[3]
| Navn                   | Parti             | Periode   |
| ---------------------- | ----------------- | --------- |
| Vagn Østerbye Andersen | Venstre           | 1970-1974 |
| Tage Hansen            | Venstre           | 1974-1984 |
| Niels Vissing Jakobsen | Venstre           | 1984-1990 |
| Finn Brunse            | Socialdemokratiet | 1990-2006 |

## Rådhus
Tommerup Kommunes rådhus lå på Møllebakken 22 og havde tidligere været De gamles Hjem og kommunekontor i Tommerup sognekommune. I 2011 blev rådhuset solgt til Fakta.